# Blaž Berke
Blaž Berke (mađarski Berke Balázs) je slovenski luteranski svećenik, pisac i pjesnik u Mađarskoj.

## Životopis
Rodio se je u Slovenskoj krajini (Prekmurje) 1754. godine u Kančevcima. 30. listopada, 1779. godine se je zapisao u Wittenbergu. 1782. godine se vratio u Mađarsku. Radio je u Puconcima u Prekomurju, Nemespátróju i Šurdu (Zalska županija). 1803. godine živio je na Hodošu. Umro je 1821. godine u Nemespátróju.
Pisao je latinsku knjigu Ode Saphica honori ac venerationi Adami Farkas solemnia suis nominis celebrantis (komemoracija o pjesniku Adamu Farkašu, 1777.) i prekomursku pjesmaricu Szlovenszke Dühovne peszmi (1768. – 1769.). U pjesmarici prepisao je neke pjesme od Štefana Sijartoja. 